# Oncidium schroederianum
Oncidium schroederianum là một loài thực vật có hoa trong họ Lan. Loài này được (O'Brien) Garay & Stacy mô tả khoa học đầu tiên năm 1974.

## Hình ảnh

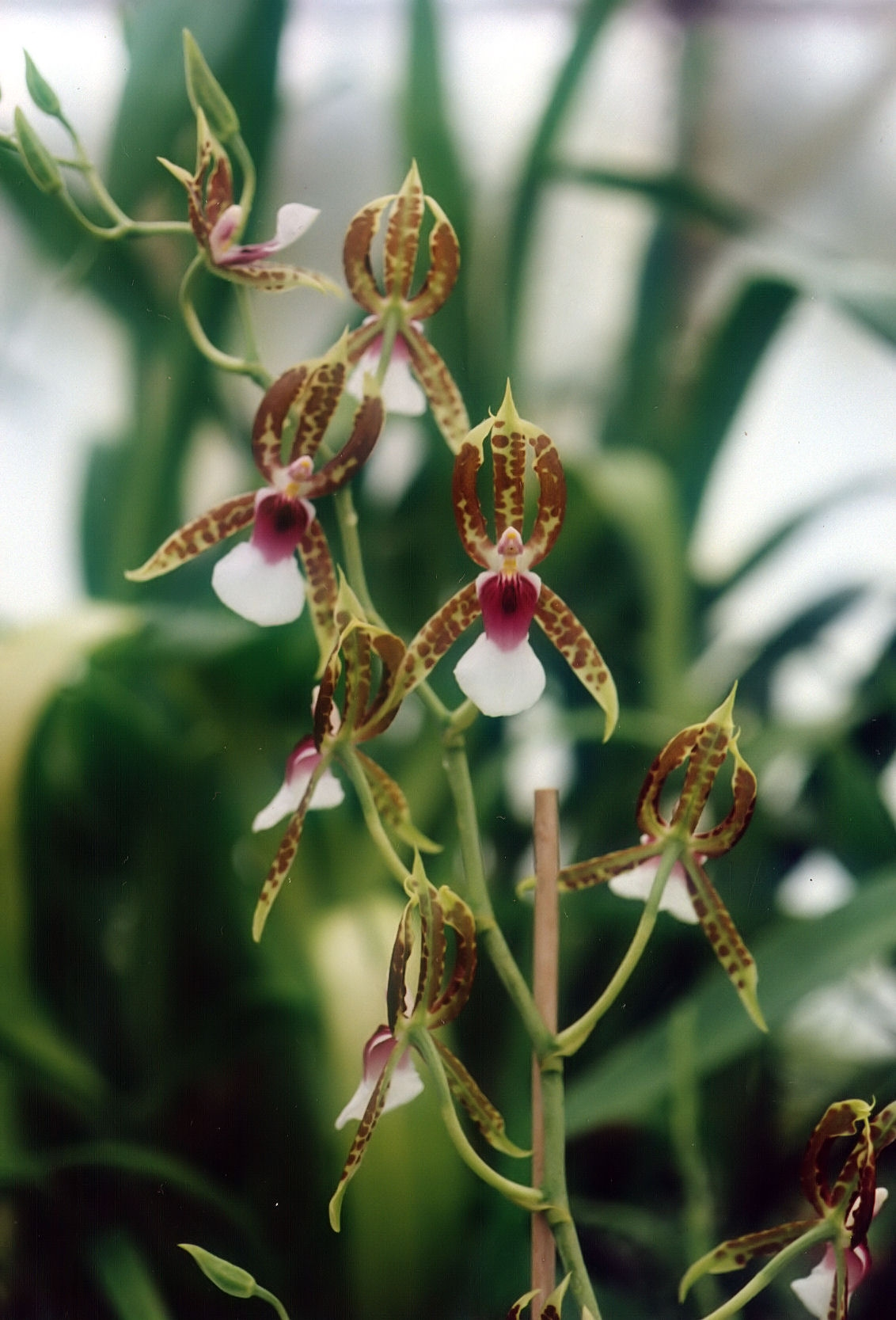
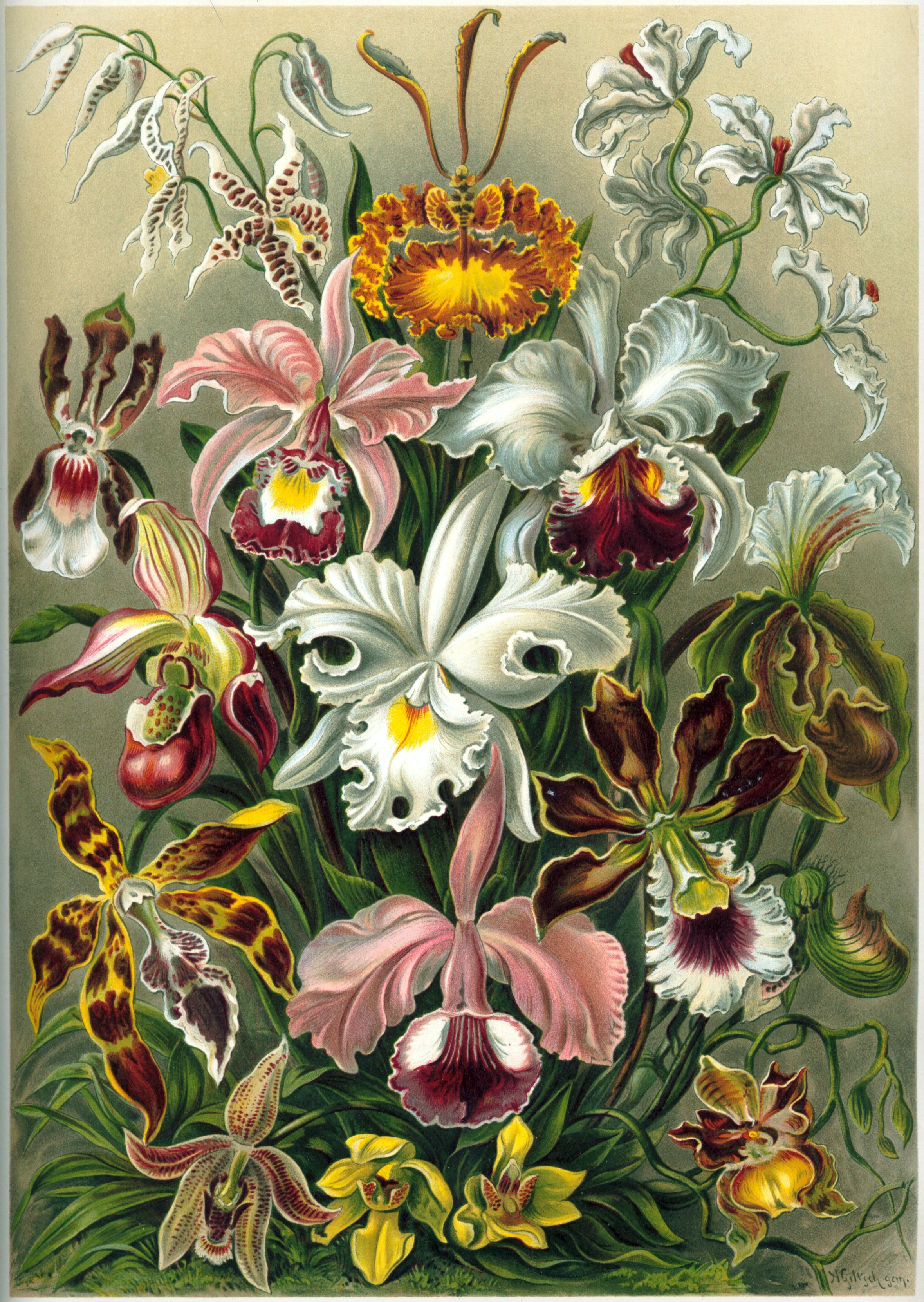
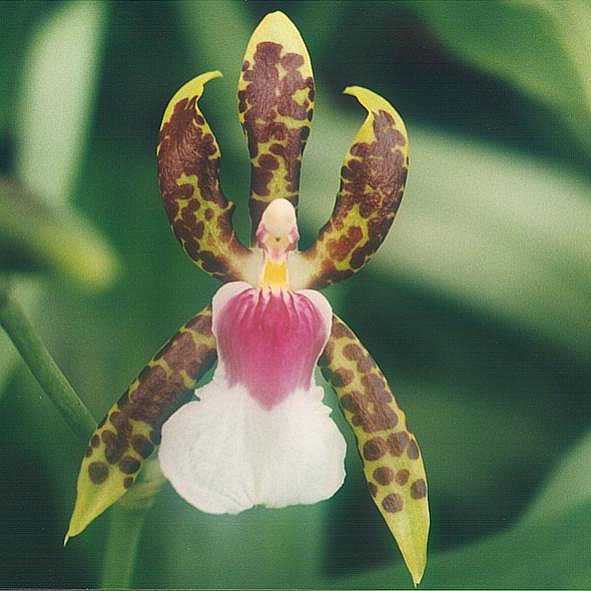